# Octobre 1807

## Événements
- 9 octobre : décret proclamant la liberté individuelle et le droit de propriété, mettant un terme au servage héréditaire en Prusse[1].
  - Rappelé en septembre après Tilsit, Stein poursuit son œuvre de réformes et contribue à la modernisation de l’État prussien : le système des castes et le servage sont abolis, les restrictions sur la vente des terres aux roturiers sont levées et l’administration du royaume est totalement réorganisée selon les préceptes mis en place par la Révolution française.

- 13 octobre : renforcement du blocus continental.

- 22 octobre : la France déclare la guerre au Portugal[2].

- 27 octobre : traité de Fontainebleau sur le Portugal[3].

- 28 octobre, Espagne : arrestation du prince héritier Ferdinand[4]. À la cour d'Espagne, des intrigues dirigées par le prince héritier Ferdinand se nouent contre Godoy, accusé d’avoir livré le pays. Ferdinand est arrêté pour rébellion sur ordre du roi. Napoléon intervient pour que le roi pardonne à son fils, mais l’impopularité de Godoy grandit.

- 31 octobre : le Danemark contracte une alliance avec la France à Fontainebleau[3]. Il rejoint le Blocus continental. Les relations sont coupées avec la Norvège, qui se dotera d’une Constitution (celle d’Eidsvold, en 1814) et d’un roi.

## Décès
- 22 octobre : Jean-François Houbigant, parfumeur à Paris en 1775.